# Blackfriars Bridge
Le Blackfriars Bridge est un pont de la ville de Londres traversant la Tamise, au niveau de la City (c'est d'ailleurs l'un des quatre ponts gérés par les services du Lord-maire). Il se situe à proximité des Inns of Court et de l'Église du Temple sur la rive nord ainsi que de la Tate Modern et de la Oxo Tower sur la rive sud.

## Historique

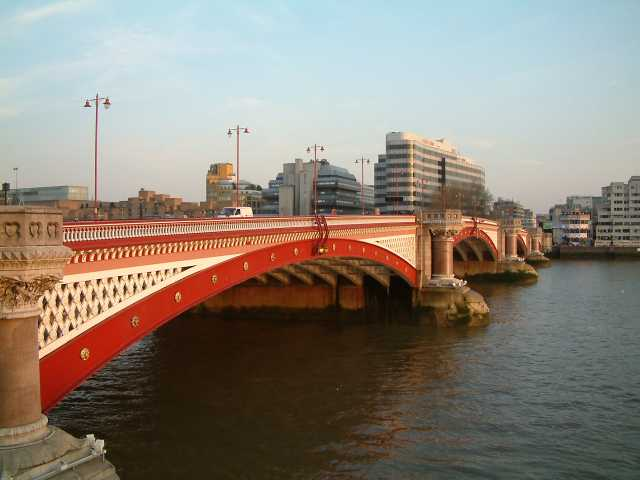
Le Blackfriars Bridge avec vue sur la rive sud de la Tamise.

Le premier pont, en arcs de pierre de Portland, a été ouvert en 1769. 
À la suite de dérangements importants dès les années 1830, il fut remplacé par l'actuel pont en fer en 1869, d'une longueur de 281 m, conçu par l'ingénieur Joseph Cubitt. Il a été élargi de 21 à 32 m en 1907-1910. De 1909 à 1952, le pont était emprunté par un tramway en addition d'être un pont routier.
Le pont est devenu internationalement célèbre en 1982, lorsque le banquier italien Roberto Calvi a été retrouvé pendu sous un de ses arcs, ce qui a été initialement considéré comme un suicide, mais est à présent après de nombreuses enquêtes considéré comme un assassinat.